# Leptopodomorpha
Leptopodomorpha é uma infraordem de insectos da subordem Heteroptera da ordem Hemiptera.

## Famílias
A infraordem Leptopodomorpha inclui as seguintes superfamílias e famílias:
- Superfamília Leptopodoidea
  - Família Leptopodidae
  - Família Omaniidae
- Superfamília Saldoidea
  - Família Aepophilidae
  - Família Saldidae